# Ältestenrat
Der Ältestenrat ist ein Gremium in deutschen Parlamenten und kommunalen Vertretungskörperschaften, das Geschäftsordnungsfragen behandelt. Es setzt sich typischerweise aus Vertretern der Fraktionen (z. B. Fraktionsvorsitzender, parlamentarische Geschäftsführer) zusammen und wird vom Parlamentspräsidenten geleitet. Entgegen der Bezeichnung wird der Ältestenrat nicht von den ältesten Parlamentsmitgliedern gebildet, es gibt auch kein Mindestalter. Der Name rührt daher, dass die Aufgaben des Ältestenrates viel parlamentarische Erfahrung erfordern.

## Deutscher Bundestag
Der Ältestenrat des Deutschen Bundestages ist ein geschäftsführendes Gremium. Er legt u. a. die Tagesordnung des Bundestages fest und regelt die Geschäfte des Hauses. Dabei ist er nach § 6 Absatz 3 der Geschäftsordnung ein Beschlussorgan, soweit bestimmte Entscheidungen nicht dem Präsidenten des Bundestags vorbehalten sind. Er wird entsprechend den Stärkeverhältnissen im Bundestag durch die Fraktionen besetzt.
In der 2013 begonnenen 18. Wahlperiode bestand er aus 30 Mitgliedern. In der im Jahr 2017 begonnenen 19. Wahlperiode bestand er aus 29 Mitgliedern, da der von der AfD geforderte Vizepräsidenten-Posten unbesetzt blieb, da keiner der von der AfD vorgeschlagenen Kandidaten gewählt wurde. Auch in der 20. Wahlperiode (seit 2021) zählt der Ältestenrat bislang ein Mitglied weniger (31 statt 32), da die AfD bisher keinen Vizepräsidentenkandidaten erfolgreich zur Wahl stellte.

### Zusammensetzung
„Der Ältestenrat besteht aus dem Präsidenten, seinen [derzeit fünf] Stellvertretern und dreiundzwanzig weiteren von den Fraktionen gemäß § 12 zu benennenden Mitgliedern …“

Unter den „weiteren Mitgliedern“ befinden sich üblicherweise immer die jeweiligen ersten parlamentarischen Geschäftsführer.
Die Kommission für innere Angelegenheiten, die Bau- und Raumkommission, die I-und-K-Kommission (Kommission für den Einsatz neuer Informations- und Kommunikationstechniken und -medien) und die Rechtsstellungskommission unterstützen ihn bei seiner Arbeit. Bei Geschäftsordnungsstreitigkeiten und Kritik an der Amtsführung eines amtierenden Präsidenten werden die Angelegenheiten an den Ersten Ausschuss, den Ausschuss für Geschäftsordnung zur Klärung überwiesen.

### Mitglieder der 21. Wahlperiode
Der Ältestenrat besteht aus 28 Mitgliedern des Bundestags. Diese setzen sich aus zehn Mitgliedern der CDU/CSU-Fraktion, sechs Mitgliedern der AfD-Bundestagsfraktion, fünf Mitgliedern der SPD-Fraktion, vier Mitgliedern der Bündnis 90/Die Grünen-Fraktion sowie drei Mitgliedern der Linken-Bundestagsfraktion Den Vorsitz führt Bundestagspräsidentin Julia Klöckner. Da bisher keiner der AfD-Kandidaten die erforderliche Mehrheit als Vizepräsident erhalten hat, ist ein Posten vakant, so dass der Ältestenrat aktuell nur 28 Mitglieder hat.
| CDU/CSU                                      | AfD                         | SPD                                | Grüne                          | die Linke                    |
| -------------------------------------------- | --------------------------- | ---------------------------------- | ------------------------------ | ---------------------------- |
| Julia Klöckner (CDU / Bundestagspräsidentin) | (kein*e Vizepräsidentin*in) | Josephine Ortleb (Vizepräsidentin) | Omid Nouripour (Vizepräsident) | Bodo Ramelow (Vizepräsident) |
| Andrea Lindholz (CSU / Vizepräsidentin)      | Dr. Bernd Baumann           | Dr. Johannes Fechner               | Dr. Irene Mihalic              | Christian, Dörke             |
| Auernhammer Artur (CSU)                      | Stephan Brandner            | Derya Türk-Nachbaur                | Filiz Polat                    | Ina Latendorf                |
| Steffen Billiger (CDU)                       | Peter Felser                | Marja-Liisa Völlers                | Dr. Anja Reinalter             |                              |
| Dr. Reinhard Brandl (CSU)                    | Dr. Götz Frömming           | Dirk Wiese                         |                                |                              |
| Michael Donth (CDU)                          | Enrico Komning              |                                    |                                |                              |
| Christian Haase (CDU)                        | Jörg König                  |                                    |                                |                              |
| Dr. Hendrick Hoppenstedt (CDU)               |                             |                                    |                                |                              |
| Catarina dos Santos-Wintz (CDU)              |                             |                                    |                                |                              |
| Felix Schreiner (CDU)                        |                             |                                    |                                |                              |

### Mitglieder der 20. Wahlperiode
Nach der Auflösung der Linksfraktion im Dezember 2023, die sich in die parlamentarischen Gruppen Die Linke und BSW aufteilte, besteht der Ältestenrat des Bundestags aus 32 Mitgliedern. Diese setzen sich aus neun Mitgliedern der SPD-Fraktion, sieben Mitgliedern der CDU/CSU-Bundestagsfraktion, fünf Mitgliedern der Bundestagsfraktion Bündnis 90/Die Grünen, jeweils vier Mitgliedern der FDP-Fraktion und der AfD-Fraktion, zwei Mitgliedern der Gruppe der Linken sowie einem Mitglied der Gruppe BSW zusammen. Den Vorsitz führt Bundestagspräsidentin Bärbel Bas. Da bisher keiner der AfD-Kandidaten die erforderliche Mehrheit als Vizepräsident erhalten hat, ist ein Posten vakant, so dass der Ältestenrat aktuell nur 31 Mitglieder hat.
| SPD                | CDU/CSU             | Bündnis 90/ Die Grünen | FDP              | AfD              | Die Linke       | BSW           |
| ------------------ | ------------------- | ---------------------- | ---------------- | ---------------- | --------------- | ------------- |
| Bärbel Bas         | Yvonne Magwas       | Katrin Göring-Eckardt  | Wolfgang Kubicki | vakant           | Petra Pau       | Jessica Tatti |
| Aydan Özoğuz       | Thorsten Frei       | Maria Klein-Schmeink   | Torsten Herbst   | Bernd Baumann    | Christian Görke |               |
| Johannes Fechner   | Christian Haase     | Irene Mihalic          | Stephan Thomae   | Stephan Brandner |                 |               |
| Gabriele Katzmarek | Hendrik Hoppenstedt | Filiz Polat            | Johannes Vogel   | Götz Frömming    |                 |               |
| Katja Mast         | Stefan Müller       | Till Steffen           |                  |                  |                 |               |
| Josephine Ortleb   | Patrick Schnieder   |                        |                  |                  |                 |               |
| Marianne Schieder  | Nina Warken         |                        |                  |                  |                 |               |
| Frank Junge        |                     |                        |                  |                  |                 |               |
| Gülistan Yüksel    |                     |                        |                  |                  |                 |               |

## Deutsche Landesparlamente
Auch die meisten Parlamente der deutschen Bundesländer haben einen Ältestenrat (siehe z. B. Landtag Mecklenburg-Vorpommern, Bayern). Der Ältestenrat ist eines der wichtigsten Gremien des Parlaments. Er unterstützt den Präsidenten bei der Wahrnehmung seiner Aufgaben und erörtert den Ablauf der Parlamentsarbeit.
Die Ältestenräte der einzelnen Landesparlamente setzen sich ebenfalls aus den Präsidenten, den Vizepräsidenten und Vertretern der Fraktionen zusammen. Darüber hinaus können zu bestimmten Ältestenratssitzungen Regierungsvertreter hinzugezogen werden.
Die Ältestenräte der Landesparlamente von z. B. Hamburg, Mecklenburg-Vorpommern und Schleswig-Holstein haben nur beratende Funktion, der förmliche Beschluss obliegt jeweils allein dem Landtagspräsidenten.
In den Landtagen von Baden-Württemberg, Brandenburg, Bremen, Saarland und Sachsen werden die entsprechenden Aufgaben vom Landtagspräsidium wahrgenommen, da es dort keinen Ältestenrat gibt.
In Brandenburg und dem Saarland ist das Präsidium insoweit Beschlussorgan.
Das Präsidium des Sächsischen Landtags hat eine Größe von 21 Mitgliedern.
Auch Thüringen hat einen Ältestenrat.

## Stadtvertretungen
Auch die Stadtvertretungen (Gemeindevertretungen) größerer Städte (zum Beispiel die Lübecker Bürgerschaft) bilden gelegentlich einen Ältestenrat um die Tagesordnung vorzubesprechen (zum Beispiel die Reihenfolge oder die gemeinsame Beratung von Tagesordnungspunkten). Er nimmt damit die gleichen vorbereitenden Funktionen wie in einem Parlament wahr, auch wenn es sich bei einer Gemeindevertretung zwar um ein Rechtsetzungsorgan (Satzungen) aber nicht um ein Gesetzgebungsorgan handelt. Auch bei als persönlichen Angriff empfundenen Wortmeldungen wird der Ältestenrat gelegentlich als Schlichtungsorgan einberufen. Neben dem Stadtpräsidenten als Vorsitzenden werden im Regelfall die Fraktionsvorsitzenden und ggf. weitere Mitglieder der Fraktionsvorstände in den Ältestenrat gewählt. Die Wahl erfolgt üblicherweise nach den gleichen Kriterien wie die Wahl der Fachausschüsse (Mitgliederzahl der jeweiligen Fraktionen im Ältestenrat proportional zur Zahl ihrer Sitze in der Gemeindevertretung). Seine rechtliche Stellung ist damit die eines Hilfsorgans der Gemeindevertretung.

## Präsidialkonferenz des österreichischen Nationalrats
Der österreichische Nationalrat kennt keinen „Ältestenrat“; einzelne Funktionen werden hier durch die Präsidialkonferenz des Nationalrats wahrgenommen. Allerdings gibt es hinsichtlich der Zusammensetzung und des Mitwirkungsrechts wesentliche Unterschiede (Siehe hierzu Präsidialkonferenz des Nationalrats)